# Ligue professionnelle masculine de hockey sur gazon 2022-2023
Navigation
Saison 3 Saison 5
La Ligue professionnelle masculine de hockey sur gazon 2022-2023 est la quatrième saison de la ligue professionnelle et la septième édition de la série de la ligue des équipes nationales. Le tournoi débute le 28 octobre 2022 et se termine le 5 juillet 2023,.

## Format
La FIH a changé le format pour cette saison car il n’y a pas de matches à domicile et à l’extérieur et la saison est divisée en blocs de dates. Pour réduire les problèmes financiers et logistiques, un ensemble de trois équipes se réunit sur un même site et un « mini-tournoi » est disputé où chaque équipe joue deux matchs l’une contre l’autre,. Le nouveau format réduit également le problème du temps de déplacement et minimise le fardeau des joueurs.

### Système de points et classements
L’équipe gagnante obtient trois points. En cas de match nul, les deux équipes reçoivent un point, le vainqueur de la séance de tirs au but gagnant un point supplémentaire. L’équipe terminant dernière est reléguée en Coupe des Nations.

## Participants
Après leur retrait lors de la saison 2021-2022 en raison des exigences de voyage liées à la pandémie de Covid-19, l'Australie et la Nouvelle-Zélande sont de retour pour la nouvelle saison,.
- Argentine
- Australie
- Belgique
- Allemagne
- Grande-Bretagne
- Inde
- Pays-Bas
- Nouvelle-Zélande
- Espagne

## Villes et stades
Voici les 12 lieux nommés par la Fédération internationale de hockey sur gazon:
| \| Mendoza Santiago del Estero Sydney Hobart Anvers Londres Bhubaneswar Rourkela Eindhoven Amsterdam Wellington Christchurch Légende : · Argentine · Australie · Belgique · Angleterre · Inde · Pays-Bas · Nouvelle-Zélande \| Villes hôtes de la FIH Pro League 2022-2023 |
| Mendoza Santiago del Estero Sydney Hobart Anvers Londres Bhubaneswar Rourkela Eindhoven Amsterdam Wellington Christchurch Légende : · Argentine · Australie · Belgique · Angleterre · Inde · Pays-Bas · Nouvelle-Zélande                                                   |

| Mendoza Santiago del Estero Sydney Hobart Anvers Londres Bhubaneswar Rourkela Eindhoven Amsterdam Wellington Christchurch Légende : · Argentine · Australie · Belgique · Angleterre · Inde · Pays-Bas · Nouvelle-Zélande |

## Critères
En cas d'égalité de points de plusieurs équipes à l'issue des matchs de poule, les critères suivants sont appliqués dans l'ordre indiqué pour établir leur classement:
1. Points de chaque équipe,
2. Matchs gagnés,
3. Différence de buts,
4. Buts pour,
5. Plus grand nombre de points obtenus dans les matchs de poule disputés entre les équipes concernées,
6. Buts marqués en plein jeu.

## Classement final
| Rang               | Équipe           | J  | V  | N | SO | P  | BP | BC | +/- | Pts | Classement mondial FIH | Classement mondial FIH | Classement mondial FIH |
| Rang               | Équipe           | J  | V  | N | SO | P  | BP | BC | +/- | Pts | Avant                  | Après                  | +/-                    |
| ------------------ | ---------------- | -- | -- | - | -- | -- | -- | -- | --- | --- | ---------------------- | ---------------------- | ---------------------- |
| Médaille d'or      | Pays-Bas T       | 16 | 10 | 4 | 1  | 2  | 46 | 31 | +15 | 35  | 3                      | 1                      | +2                     |
| Médaille d'argent  | Grande-Bretagne  | 16 | 8  | 5 | 3  | 3  | 46 | 27 | +19 | 32  | 6                      | 3                      | +3                     |
| Médaille de bronze | Belgique         | 16 | 10 | 0 | 0  | 6  | 42 | 37 | +5  | 30  | 2                      | 2                      | 0                      |
| 4                  | Inde             | 16 | 8  | 3 | 3  | 5  | 51 | 42 | +9  | 30  | 5                      | 4                      | +1                     |
| 5                  | Espagne          | 16 | 8  | 3 | 0  | 5  | 37 | 40 | -3  | 27  | 8                      | 7                      | +1                     |
| 6                  | Allemagne        | 16 | 6  | 2 | 2  | 8  | 31 | 35 | -4  | 22  | 4                      | 5                      | -1                     |
| 7                  | Australie        | 16 | 5  | 3 | 1  | 8  | 41 | 40 | +1  | 19  | 1                      | 6                      | -5                     |
| 8                  | Argentine        | 16 | 3  | 6 | 3  | 7  | 28 | 36 | -8  | 18  | 7                      | 8                      | -1                     |
| 9                  | Nouvelle-Zélande | 16 | 0  | 2 | 1  | 14 | 26 | 60 | -34 | 3   | 9                      | 12                     | -3                     |

|  | Nation reléguée à la Coupe des nations 2023-2024 |

## Rencontres
| Match 1               | Inde                                         | 4 - 3   | Nouvelle-Zélande          | Kalinga Stadium, Bhubaneswar                                         |                                                                      |
| 28 octobre 2022 19h00 | Mor 14e · Harmanpreet 42e · Mandeep 52e, 57e | (1 - 1) | 23e, 36e Lane · 35e Smith | Arbitrage : Michiel Otten Ben Göntgen Arbitre vidéo : Coen van Bunge | Arbitrage : Michiel Otten Ben Göntgen Arbitre vidéo : Coen van Bunge |
| 28 octobre 2022 19h00 | Rapport                                      |         |                           | Arbitrage : Michiel Otten Ben Göntgen Arbitre vidéo : Coen van Bunge | Arbitrage : Michiel Otten Ben Göntgen Arbitre vidéo : Coen van Bunge |

| Match 2               | Nouvelle-Zélande         | 2 - 3   | Espagne                              | Kalinga Stadium, Bhubaneswar                                           |                                                                        |
| 29 octobre 2022 19h00 | Phillips 26e · Child 27e | (2 - 1) | 8e Pa. Cunill · 40e Reyné · 47e Amat | Arbitrage : Michiel Otten Rawi Anbananthan Arbitre vidéo : Ben Göntgen | Arbitrage : Michiel Otten Rawi Anbananthan Arbitre vidéo : Ben Göntgen |
| 29 octobre 2022 19h00 | Rapport                  |         |                                      | Arbitrage : Michiel Otten Rawi Anbananthan Arbitre vidéo : Ben Göntgen | Arbitrage : Michiel Otten Rawi Anbananthan Arbitre vidéo : Ben Göntgen |

| Match 3               | Inde                           | 2 - 3   | Espagne                                        | Kalinga Stadium, Bhubaneswar                                              |                                                                           |
| 30 octobre 2022 19h00 | Harmanpreet 27e · Abhishek 55e | (1 - 2) | 17e De Ignacio-Simó · 27e Miralles · 57e Reyné | Arbitrage : Coen van Bunge Rawi Anbananthan Arbitre vidéo : Michiel Otten | Arbitrage : Coen van Bunge Rawi Anbananthan Arbitre vidéo : Michiel Otten |
| 30 octobre 2022 19h00 | Rapport                        |         |                                                | Arbitrage : Coen van Bunge Rawi Anbananthan Arbitre vidéo : Michiel Otten | Arbitrage : Coen van Bunge Rawi Anbananthan Arbitre vidéo : Michiel Otten |

| Match 4               | Inde                                                                             | 7 - 4   | Nouvelle-Zélande                           | Kalinga Stadium, Bhubaneswar                                         |                                                                      |
| 4 novembre 2022 19h00 | Harmanpreet 7e, 19e · Karthi 17e, 38e · Rajkumar 31e · Sukhjeet 50e · Jugraj 53e | (3 - 3) | 2e Child · 9e Lane · 14e Smith · 54e Woods | Arbitrage : Michiel Otten Coen van Bunge Arbitre vidéo : Ben Göntgen | Arbitrage : Michiel Otten Coen van Bunge Arbitre vidéo : Ben Göntgen |
| 4 novembre 2022 19h00 | Rapport                                                                          |         |                                            | Arbitrage : Michiel Otten Coen van Bunge Arbitre vidéo : Ben Göntgen | Arbitrage : Michiel Otten Coen van Bunge Arbitre vidéo : Ben Göntgen |

| Match 5               | Belgique           | 2 - 3   | Allemagne                          | Estadio Mendocino de Hockey, Mendoza                               |                                                                    |
| 4 novembre 2022 21h30 | Hendrickx 12e, 36e | (1 - 2) | 6e, 30e Miltkau · 55e T. Grambusch | Arbitrage : Bruce Bale Tyler Klenk Arbitre vidéo : Federico Garcia | Arbitrage : Bruce Bale Tyler Klenk Arbitre vidéo : Federico Garcia |
| 4 novembre 2022 21h30 | Rapport            |         |                                    | Arbitrage : Bruce Bale Tyler Klenk Arbitre vidéo : Federico Garcia | Arbitrage : Bruce Bale Tyler Klenk Arbitre vidéo : Federico Garcia |

| Match 6               | Nouvelle-Zélande                  | 1 - 1             | Espagne                                          | Kalinga Stadium, Bhubaneswar                                            |                                                                         |
| 5 novembre 2022 19h00 | Russell 60e                       | (0 - 0)           | 47e Menini                                       | Arbitrage : Ben Göntgen Rawi Anbananthan Arbitre vidéo : Coen van Bunge | Arbitrage : Ben Göntgen Rawi Anbananthan Arbitre vidéo : Coen van Bunge |
| 5 novembre 2022 19h00 | Rapport                           |                   |                                                  | Arbitrage : Ben Göntgen Rawi Anbananthan Arbitre vidéo : Coen van Bunge | Arbitrage : Ben Göntgen Rawi Anbananthan Arbitre vidéo : Coen van Bunge |
| 5 novembre 2022 19h00 | Findlay · Phillips · Woods · Lane | Tirs au but 1 - 0 | Iglesias · González · Miralles · Gispert · Reyné | Arbitrage : Ben Göntgen Rawi Anbananthan Arbitre vidéo : Coen van Bunge | Arbitrage : Ben Göntgen Rawi Anbananthan Arbitre vidéo : Coen van Bunge |

| Match 7               | Argentine                                         | 2 - 2             | Allemagne                         | Estadio Mendocino de Hockey, Mendoza                               |                                                                    |
| 5 novembre 2022 21h30 | Toscani 11e · Rey 47e                             | (1 - 1)           | 8e Peillat · 37e Rühr             | Arbitrage : Bruce Bale Federico Garcia Arbitre vidéo : Tyler Klenk | Arbitrage : Bruce Bale Federico Garcia Arbitre vidéo : Tyler Klenk |
| 5 novembre 2022 21h30 | Rapport                                           |                   |                                   | Arbitrage : Bruce Bale Federico Garcia Arbitre vidéo : Tyler Klenk | Arbitrage : Bruce Bale Federico Garcia Arbitre vidéo : Tyler Klenk |
| 5 novembre 2022 21h30 | Keenan · Casella · Toscani · Acosta · Della Torre | Tirs au but 3 - 4 | Wellen · Rühr · Trompertz · Prinz | Arbitrage : Bruce Bale Federico Garcia Arbitre vidéo : Tyler Klenk | Arbitrage : Bruce Bale Federico Garcia Arbitre vidéo : Tyler Klenk |

| Match 8               | Inde                                         | 2 - 2             | Espagne                                 | Kalinga Stadium, Bhubaneswar                                            |                                                                         |
| 6 novembre 2022 19h00 | Harmanpreet 12e, 32e                         | (1 - 0)           | 42e Miralles · 55e Amat                 | Arbitrage : Coen van Bunge Ben Göntgen Arbitre vidéo : Rawi Anbananthan | Arbitrage : Coen van Bunge Ben Göntgen Arbitre vidéo : Rawi Anbananthan |
| 6 novembre 2022 19h00 | Rapport                                      |                   |                                         | Arbitrage : Coen van Bunge Ben Göntgen Arbitre vidéo : Rawi Anbananthan | Arbitrage : Coen van Bunge Ben Göntgen Arbitre vidéo : Rawi Anbananthan |
| 6 novembre 2022 19h00 | Harmanpreet · Rajkumar · Shamsher · Abhishek | Tirs au but 3 - 1 | Menini · Vilallonga · Clapés · Miralles | Arbitrage : Coen van Bunge Ben Göntgen Arbitre vidéo : Rawi Anbananthan | Arbitrage : Coen van Bunge Ben Göntgen Arbitre vidéo : Rawi Anbananthan |

| Match 9               | Argentine                 | 2 - 1   | Belgique    | Estadio Mendocino de Hockey, Mendoza                                   |                                                                        |
| 6 novembre 2022 21h30 | Vila 7e · Della Torre 55e | (1 - 1) | 3e Charlier | Arbitrage : Bruce Bale Rachel Williams Arbitre vidéo : Federico Garcia | Arbitrage : Bruce Bale Rachel Williams Arbitre vidéo : Federico Garcia |
| 6 novembre 2022 21h30 | Rapport                   |         |             | Arbitrage : Bruce Bale Rachel Williams Arbitre vidéo : Federico Garcia | Arbitrage : Bruce Bale Rachel Williams Arbitre vidéo : Federico Garcia |

| Match 10              | Belgique | 1 - 0   | Allemagne | Estadio Mendocino de Hockey, Mendoza                               |                                                                    |
| 7 novembre 2022 21h30 | Boon 51e | (0 - 0) |           | Arbitrage : Tyler Klenk Federico Garcia Arbitre vidéo : Bruce Bale | Arbitrage : Tyler Klenk Federico Garcia Arbitre vidéo : Bruce Bale |
| 7 novembre 2022 21h30 | Rapport  |         |           | Arbitrage : Tyler Klenk Federico Garcia Arbitre vidéo : Bruce Bale | Arbitrage : Tyler Klenk Federico Garcia Arbitre vidéo : Bruce Bale |

| Match 11              | Argentine | 0 - 3   | Allemagne                            | Estadio Mendocino de Hockey, Mendoza                                   |                                                                        |
| 8 novembre 2022 21h30 |           | (0 - 1) | 5e Oruz · 31e Wellen · 40e H. Müller | Arbitrage : Bruce Bale Rachel Williams Arbitre vidéo : Federico Garcia | Arbitrage : Bruce Bale Rachel Williams Arbitre vidéo : Federico Garcia |
| 8 novembre 2022 21h30 | Rapport   |         |                                      | Arbitrage : Bruce Bale Rachel Williams Arbitre vidéo : Federico Garcia | Arbitrage : Bruce Bale Rachel Williams Arbitre vidéo : Federico Garcia |

| Match 12              | Argentine              | 2 - 4   | Belgique                     | Estadio Mendocino de Hockey, Mendoza                               |                                                                    |
| 9 novembre 2022 21h30 | Vila 19e · Ferrero 59e | (1 - 2) | 13e, 29e, 37e, 55e Hendrickx | Arbitrage : Bruce Bale Tyler Klenk Arbitre vidéo : Rachel Williams | Arbitrage : Bruce Bale Tyler Klenk Arbitre vidéo : Rachel Williams |
| 9 novembre 2022 21h30 | Rapport                |         |                              | Arbitrage : Bruce Bale Tyler Klenk Arbitre vidéo : Rachel Williams | Arbitrage : Bruce Bale Tyler Klenk Arbitre vidéo : Rachel Williams |

| Match 13               | Pays-Bas | 0 - 3   | Grande-Bretagne              | Santiago del Estero Hockey Club, Santiago del Estero                       |                                                                            |
| 13 décembre 2022 21h30 |          | (0 - 2) | 28e, 39e Wallace · 30e Roper | Arbitrage : Sean Rapaport Federico Garcia Arbitre vidéo : Laurine Delforge | Arbitrage : Sean Rapaport Federico Garcia Arbitre vidéo : Laurine Delforge |
| 13 décembre 2022 21h30 | Rapport  |         |                              | Arbitrage : Sean Rapaport Federico Garcia Arbitre vidéo : Laurine Delforge | Arbitrage : Sean Rapaport Federico Garcia Arbitre vidéo : Laurine Delforge |

| Match 14               | Argentine                             | 2 - 2             | Pays-Bas                      | Santiago del Estero Hockey Club, Santiago del Estero                     |                                                                          |
| 14 décembre 2022 21h30 | Della Torre 33e · Casella 56e         | (0 - 1)           | 26e Hoedemakers · 38e Janssen | Arbitrage : Sean Rapaport Federico Garcia Arbitre vidéo : Maggie Giddens | Arbitrage : Sean Rapaport Federico Garcia Arbitre vidéo : Maggie Giddens |
| 14 décembre 2022 21h30 | Rapport                               |                   |                               | Arbitrage : Sean Rapaport Federico Garcia Arbitre vidéo : Maggie Giddens | Arbitrage : Sean Rapaport Federico Garcia Arbitre vidéo : Maggie Giddens |
| 14 décembre 2022 21h30 | Toscani · Capurro · Domene · Ferreiro | Tirs au but 4 - 1 | Croon · T. Brinkman · De Geus | Arbitrage : Sean Rapaport Federico Garcia Arbitre vidéo : Maggie Giddens | Arbitrage : Sean Rapaport Federico Garcia Arbitre vidéo : Maggie Giddens |

| Match 15               | Argentine                                      | 1 - 1             | Grande-Bretagne                                  | Santiago del Estero Hockey Club, Santiago del Estero                     |                                                                          |
| 15 décembre 2022 21h30 | Casella 3e                                     | (1 - 1)           | 4e Waller                                        | Arbitrage : Sean Rapaport Maggie Giddens Arbitre vidéo : Federico Garcia | Arbitrage : Sean Rapaport Maggie Giddens Arbitre vidéo : Federico Garcia |
| 15 décembre 2022 21h30 | Rapport                                        |                   |                                                  | Arbitrage : Sean Rapaport Maggie Giddens Arbitre vidéo : Federico Garcia | Arbitrage : Sean Rapaport Maggie Giddens Arbitre vidéo : Federico Garcia |
| 15 décembre 2022 21h30 | Domene · Keenan · Toscani · Capurro · Ferreiro | Tirs au but 1 - 2 | Wallace · Rushmere · Roper · Shipperley · Albery | Arbitrage : Sean Rapaport Maggie Giddens Arbitre vidéo : Federico Garcia | Arbitrage : Sean Rapaport Maggie Giddens Arbitre vidéo : Federico Garcia |

| Match 16               | Pays-Bas                                | 1 - 1             | Grande-Bretagne                                | Santiago del Estero Hockey Club, Santiago del Estero                        |                                                                             |
| 16 décembre 2022 21h30 | T. Brinkman 42e                         | (0 - 1)           | 14e Bandurak                                   | Arbitrage : Laurine Delforge Federico Garcia Arbitre vidéo : Ayanna McClean | Arbitrage : Laurine Delforge Federico Garcia Arbitre vidéo : Ayanna McClean |
| 16 décembre 2022 21h30 | Rapport                                 |                   |                                                | Arbitrage : Laurine Delforge Federico Garcia Arbitre vidéo : Ayanna McClean | Arbitrage : Laurine Delforge Federico Garcia Arbitre vidéo : Ayanna McClean |
| 16 décembre 2022 21h30 | Pieters · T. Brinkman · De Geus · Bijen | Tirs au but 0 - 2 | Goodfield · Wallace · Morton · Albery · Ansell | Arbitrage : Laurine Delforge Federico Garcia Arbitre vidéo : Ayanna McClean | Arbitrage : Laurine Delforge Federico Garcia Arbitre vidéo : Ayanna McClean |

| Match 17               | Argentine                  | 2 - 4   | Pays-Bas                                                  | Santiago del Estero Hockey Club, Santiago del Estero                    |                                                                         |
| 17 décembre 2022 21h30 | Toscani 54e · Martínez 55e | (0 - 1) | 30e Pieters · 45e De Geus · 58e Janssen · 60e T. Brinkman | Arbitrage : Sean Rapaport Ayanna McClean Arbitre vidéo : Maggie Giddens | Arbitrage : Sean Rapaport Ayanna McClean Arbitre vidéo : Maggie Giddens |
| 17 décembre 2022 21h30 | Rapport                    |         |                                                           | Arbitrage : Sean Rapaport Ayanna McClean Arbitre vidéo : Maggie Giddens | Arbitrage : Sean Rapaport Ayanna McClean Arbitre vidéo : Maggie Giddens |

| Match 18               | Argentine                             | 2 - 2             | Grande-Bretagne                            | Santiago del Estero Hockey Club, Santiago del Estero                       |                                                                            |
| 18 décembre 2022 21h30 | Domene 4e · Toscani 56e               | (1 - 2)           | 11e Roper · 27e Sanford                    | Arbitrage : Laurine Delforge Federico Garcia Arbitre vidéo : Sean Rapaport | Arbitrage : Laurine Delforge Federico Garcia Arbitre vidéo : Sean Rapaport |
| 18 décembre 2022 21h30 | Rapport                               |                   |                                            | Arbitrage : Laurine Delforge Federico Garcia Arbitre vidéo : Sean Rapaport | Arbitrage : Laurine Delforge Federico Garcia Arbitre vidéo : Sean Rapaport |
| 18 décembre 2022 21h30 | Toscani · Domene · Mazzilli · Capurro | Tirs au but 2 - 4 | Calnan · Wallace · Roper · Albery · Ansell | Arbitrage : Laurine Delforge Federico Garcia Arbitre vidéo : Sean Rapaport | Arbitrage : Laurine Delforge Federico Garcia Arbitre vidéo : Sean Rapaport |

| Match 19              | Australie                        | 2 - 2             | Argentine                                      | Tasmanian Hockey Centre, Hobart                                       |                                                                       |
| 28 février 2023 19h00 | Hayward 15e, 23e                 | (2 - 0)           | 49e Rey · 54e Martins                          | Arbitrage : Raghu Prasad Javed Shaikh Arbitre vidéo : Rachel Williams | Arbitrage : Raghu Prasad Javed Shaikh Arbitre vidéo : Rachel Williams |
| 28 février 2023 19h00 | Rapport                          |                   |                                                | Arbitrage : Raghu Prasad Javed Shaikh Arbitre vidéo : Rachel Williams | Arbitrage : Raghu Prasad Javed Shaikh Arbitre vidéo : Rachel Williams |
| 28 février 2023 19h00 | Govers · Harvie · Marais · Craig | Tirs au but 2 - 4 | Toscani · Casella · Ferreiro · Catán · Bugallo | Arbitrage : Raghu Prasad Javed Shaikh Arbitre vidéo : Rachel Williams | Arbitrage : Raghu Prasad Javed Shaikh Arbitre vidéo : Rachel Williams |

| Match 20            | Australie               | 2 - 4   | Espagne                                      | Tasmanian Hockey Centre, Hobart                                  |                                                                  |
| 1er mars 2023 19h00 | Govers 21e · Marais 42e | (1 - 3) | 11e, 19e Reyné · 25e Basterra · 59e Miralles | Arbitrage : Raghu Prasad Javed Shaikh Arbitre vidéo : Cookie Tan | Arbitrage : Raghu Prasad Javed Shaikh Arbitre vidéo : Cookie Tan |
| 1er mars 2023 19h00 | Rapport                 |         |                                              | Arbitrage : Raghu Prasad Javed Shaikh Arbitre vidéo : Cookie Tan | Arbitrage : Raghu Prasad Javed Shaikh Arbitre vidéo : Cookie Tan |

| Match 21          | Argentine                       | 3 - 4   | Espagne                                  | Tasmanian Hockey Centre, Hobart                                     |                                                                     |
| 2 mars 2023 19h00 | Casella 12e · Ferreiro 17e, 50e | (2 - 2) | 24e Font · 30e, 34e Reyné · 60e Miralles | Arbitrage : Raghu Prasad David Tomlinson Arbitre vidéo : Cookie Tan | Arbitrage : Raghu Prasad David Tomlinson Arbitre vidéo : Cookie Tan |
| 2 mars 2023 19h00 | Rapport                         |         |                                          | Arbitrage : Raghu Prasad David Tomlinson Arbitre vidéo : Cookie Tan | Arbitrage : Raghu Prasad David Tomlinson Arbitre vidéo : Cookie Tan |

| Match 22          | Australie                           | 3 - 0   | Argentine | Tasmanian Hockey Centre, Hobart                                          |                                                                          |
| 3 mars 2023 17h00 | Brand 2e · Craig 36e · Ephraums 47e | (1 - 0) |           | Arbitrage : Javed Shaikh David Tomlinson Arbitre vidéo : Rachel Williams | Arbitrage : Javed Shaikh David Tomlinson Arbitre vidéo : Rachel Williams |
| 3 mars 2023 17h00 | Rapport                             |         |           | Arbitrage : Javed Shaikh David Tomlinson Arbitre vidéo : Rachel Williams | Arbitrage : Javed Shaikh David Tomlinson Arbitre vidéo : Rachel Williams |

| Match 23          | Australie  | 1 - 3   | Espagne                              | Tasmanian Hockey Centre, Hobart                                     |                                                                     |
| 4 mars 2023 17h00 | Govers 51e | (0 - 1) | 15e Escudé · 44e Amat · 45e Iglesias | Arbitrage : Raghu Prasad David Tomlinson Arbitre vidéo : Cookie Tan | Arbitrage : Raghu Prasad David Tomlinson Arbitre vidéo : Cookie Tan |
| 4 mars 2023 17h00 | Rapport    |         |                                      | Arbitrage : Raghu Prasad David Tomlinson Arbitre vidéo : Cookie Tan | Arbitrage : Raghu Prasad David Tomlinson Arbitre vidéo : Cookie Tan |

| Match 24          | Argentine   | 1 - 0   | Espagne | Tasmanian Hockey Centre, Hobart                                  |                                                                  |
| 5 mars 2023 17h00 | Casella 56e | (0 - 0) |         | Arbitrage : Raghu Prasad Javed Shaikh Arbitre vidéo : Cookie Tan | Arbitrage : Raghu Prasad Javed Shaikh Arbitre vidéo : Cookie Tan |
| 5 mars 2023 17h00 | Rapport     |         |         | Arbitrage : Raghu Prasad Javed Shaikh Arbitre vidéo : Cookie Tan | Arbitrage : Raghu Prasad Javed Shaikh Arbitre vidéo : Cookie Tan |

| Match 25           | Inde                                | 3 - 2   | Allemagne                    | Birsa Munda International Hockey Stadium, Rourkela                    |                                                                       |
| 10 mars 2023 19h00 | Harmanpreet 30e · Sukhjeet 32e, 43e | (1 - 0) | 45e Kaufmann · 58e Struthoff | Arbitrage : Paul Walker David Tomlinson Arbitre vidéo : Ahmed Elsayed | Arbitrage : Paul Walker David Tomlinson Arbitre vidéo : Ahmed Elsayed |
| 10 mars 2023 19h00 | Rapport                             |         |                              | Arbitrage : Paul Walker David Tomlinson Arbitre vidéo : Ahmed Elsayed | Arbitrage : Paul Walker David Tomlinson Arbitre vidéo : Ahmed Elsayed |

| Match 26           | Australie | 0 - 1   | Allemagne  | Birsa Munda International Hockey Stadium, Rourkela                         |                                                                            |
| 11 mars 2023 19h00 |           | (0 - 1) | 8e Hellwig | Arbitrage : Rawi Ambananthan Ahmed Elsayed Arbitre vidéo : David Tomlinson | Arbitrage : Rawi Ambananthan Ahmed Elsayed Arbitre vidéo : David Tomlinson |
| 11 mars 2023 19h00 | Rapport   |         |            | Arbitrage : Rawi Ambananthan Ahmed Elsayed Arbitre vidéo : David Tomlinson | Arbitrage : Rawi Ambananthan Ahmed Elsayed Arbitre vidéo : David Tomlinson |

| Match 27           | Inde                                                | 5 - 4   | Australie                                            | Birsa Munda International Hockey Stadium, Rourkela                         |                                                                            |
| 12 mars 2023 19h00 | Harmanpreet 14e, 15e, 56e · Jugraj 18e · Karthi 26e | (4 - 1) | 3e J. Beltz · 43e Willott · 53e Staines · 57e Howard | Arbitrage : David Tomlinson Ahmed Elsayed Arbitre vidéo : Rawi Ambananthan | Arbitrage : David Tomlinson Ahmed Elsayed Arbitre vidéo : Rawi Ambananthan |
| 12 mars 2023 19h00 | Rapport                                             |         |                                                      | Arbitrage : David Tomlinson Ahmed Elsayed Arbitre vidéo : Rawi Ambananthan | Arbitrage : David Tomlinson Ahmed Elsayed Arbitre vidéo : Rawi Ambananthan |

| Match 28           | Inde                                                               | 6 - 3   | Allemagne                                   | Birsa Munda International Hockey Stadium, Rourkela                     |                                                                        |
| 13 mars 2023 19h00 | Jugraj 21e · Abhishek 22e, 51e · Karthi 24e, 46e · Harmanpreet 26e | (4 - 2) | 3e T. Grambusch · 23e Peillat · 31e Hellwig | Arbitrage : Rawi Ambananthan Ahmed Elsayed Arbitre vidéo : Paul Walker | Arbitrage : Rawi Ambananthan Ahmed Elsayed Arbitre vidéo : Paul Walker |
| 13 mars 2023 19h00 | Rapport                                                            |         |                                             | Arbitrage : Rawi Ambananthan Ahmed Elsayed Arbitre vidéo : Paul Walker | Arbitrage : Rawi Ambananthan Ahmed Elsayed Arbitre vidéo : Paul Walker |

| Match 29           | Australie               | 2 - 1   | Allemagne   | Birsa Munda International Hockey Stadium, Rourkela                       |                                                                          |
| 14 mars 2023 19h00 | Whetton 12e · Welch 15e | (2 - 1) | 23e Peillat | Arbitrage : Paul Walker David Tomlinson Arbitre vidéo : Rawi Ambananthan | Arbitrage : Paul Walker David Tomlinson Arbitre vidéo : Rawi Ambananthan |
| 14 mars 2023 19h00 | Rapport                 |         |             | Arbitrage : Paul Walker David Tomlinson Arbitre vidéo : Rawi Ambananthan | Arbitrage : Paul Walker David Tomlinson Arbitre vidéo : Rawi Ambananthan |

| Match 30           | Inde                                                                    | 2 - 2             | Australie                                                   | Birsa Munda International Hockey Stadium, Rourkela                       |                                                                          |
| 15 mars 2023 19h00 | Vivek 2e · Sukhjeet 47e                                                 | (1 - 0)           | 37e, 52e Ephraums                                           | Arbitrage : Paul Walker Rawi Ambananthan Arbitre vidéo : David Tomlinson | Arbitrage : Paul Walker Rawi Ambananthan Arbitre vidéo : David Tomlinson |
| 15 mars 2023 19h00 | Rapport                                                                 |                   |                                                             | Arbitrage : Paul Walker Rawi Ambananthan Arbitre vidéo : David Tomlinson | Arbitrage : Paul Walker Rawi Ambananthan Arbitre vidéo : David Tomlinson |
| 15 mars 2023 19h00 | Harmanpreet · Hardik · Vivek · Sukhjeet · Dilpreet · ---- · Harmanpreet | Tirs au but 4 - 3 | Whetton · Harvie · Marais · Welch · Ephraums · ---- · Welch | Arbitrage : Paul Walker Rawi Ambananthan Arbitre vidéo : David Tomlinson | Arbitrage : Paul Walker Rawi Ambananthan Arbitre vidéo : David Tomlinson |

| Match 31            | Nouvelle-Zélande         | 2 - 5   | Grande-Bretagne                                                      | Nga Puna Wai Hockey Stadium, Christchurch                                  |                                                                            |
| 22 avril 2023 16h30 | Lett 28e · Greentree 49e | (1 - 4) | 13e Wallace · 23e Oates · 24e Calnan · 30e Bandurak · 34e Shipperley | Arbitrage : Gareth Greenfield Steve Rogers Arbitre vidéo : Aleisha Neumann | Arbitrage : Gareth Greenfield Steve Rogers Arbitre vidéo : Aleisha Neumann |
| 22 avril 2023 16h30 | Rapport                  |         |                                                                      | Arbitrage : Gareth Greenfield Steve Rogers Arbitre vidéo : Aleisha Neumann | Arbitrage : Gareth Greenfield Steve Rogers Arbitre vidéo : Aleisha Neumann |

| Match 32            | Australie   | 1 - 2   | Grande-Bretagne       | Nga Puna Wai Hockey Stadium, Christchurch                               |                                                                         |
| 23 avril 2023 14h00 | Willott 10e | (1 - 2) | 14e Ward · 22e Morton | Arbitrage : Gareth Greenfield Steve Rogers Arbitre vidéo : Amber Church | Arbitrage : Gareth Greenfield Steve Rogers Arbitre vidéo : Amber Church |
| 23 avril 2023 14h00 | Rapport     |         |                       | Arbitrage : Gareth Greenfield Steve Rogers Arbitre vidéo : Amber Church | Arbitrage : Gareth Greenfield Steve Rogers Arbitre vidéo : Amber Church |

| Match 33            | Nouvelle-Zélande | 0 - 3   | Australie            | Nga Puna Wai Hockey Stadium, Christchurch                               |                                                                         |
| 25 avril 2023 16h30 |                  | (0 - 3) | 3e, 22e, 24e Rintala | Arbitrage : Gareth Greenfield Steve Rogers Arbitre vidéo : Amber Church | Arbitrage : Gareth Greenfield Steve Rogers Arbitre vidéo : Amber Church |
| 25 avril 2023 16h30 | Rapport          |         |                      | Arbitrage : Gareth Greenfield Steve Rogers Arbitre vidéo : Amber Church | Arbitrage : Gareth Greenfield Steve Rogers Arbitre vidéo : Amber Church |

| Match 34            | Nouvelle-Zélande | 1 - 6   | Grande-Bretagne                                      | Nga Puna Wai Hockey Stadium, Christchurch                                  |                                                                            |
| 28 avril 2023 19h30 | Brydon 51e       | (0 - 3) | 25e, 26e, 43e Ward · 27e, 36e Bandurak · 57e Wallace | Arbitrage : Gareth Greenfield Steve Rogers Arbitre vidéo : Aleisha Neumann | Arbitrage : Gareth Greenfield Steve Rogers Arbitre vidéo : Aleisha Neumann |
| 28 avril 2023 19h30 | Rapport          |         |                                                      | Arbitrage : Gareth Greenfield Steve Rogers Arbitre vidéo : Aleisha Neumann | Arbitrage : Gareth Greenfield Steve Rogers Arbitre vidéo : Aleisha Neumann |

| Match 35            | Australie                                      | 3 - 3             | Grande-Bretagne                         | Nga Puna Wai Hockey Stadium, Christchurch                             |                                                                       |
| 29 avril 2023 16h30 | Rintala 5e, 48e, 60e                           | (1 - 1)           | 24e Ward · 38e Wallace · 54e Shipperley | Arbitrage : Gareth Greenfield Steve Rogers Arbitre vidéo : Emi Yamada | Arbitrage : Gareth Greenfield Steve Rogers Arbitre vidéo : Emi Yamada |
| 29 avril 2023 16h30 | Rapport                                        |                   |                                         | Arbitrage : Gareth Greenfield Steve Rogers Arbitre vidéo : Emi Yamada | Arbitrage : Gareth Greenfield Steve Rogers Arbitre vidéo : Emi Yamada |
| 29 avril 2023 16h30 | Welch · Rintala · Whetton · Willott · Ephraums | Tirs au but 4 - 2 | Albery · Wallace · Goodfield · Waller   | Arbitrage : Gareth Greenfield Steve Rogers Arbitre vidéo : Emi Yamada | Arbitrage : Gareth Greenfield Steve Rogers Arbitre vidéo : Emi Yamada |

| Match 36            | Nouvelle-Zélande         | 2 - 4   | Australie                                           | Nga Puna Wai Hockey Stadium, Christchurch                                  |                                                                            |
| 30 avril 2023 14h00 | Kingstone 4e · Child 45e | (1 - 2) | 3e Welch · 19e Willott · 38e Rintala · 47e Zalewski | Arbitrage : Gareth Greenfield Steve Rogers Arbitre vidéo : Aleisha Neumann | Arbitrage : Gareth Greenfield Steve Rogers Arbitre vidéo : Aleisha Neumann |
| 30 avril 2023 14h00 | Rapport                  |         |                                                     | Arbitrage : Gareth Greenfield Steve Rogers Arbitre vidéo : Aleisha Neumann | Arbitrage : Gareth Greenfield Steve Rogers Arbitre vidéo : Aleisha Neumann |

| Match 37          | Belgique                       | 2 - 1   | Inde        | Lee Valley Hockey & Tennis Centre, Londres                             |                                                                        |
| 26 mai 2023 14h30 | T. Stockbroekx 18e · Onana 60e | (1 - 1) | 25e Mandeep | Arbitrage : Ahmed Elsayed Lim Hong-Zhen Arbitre vidéo : Ayanna McClean | Arbitrage : Ahmed Elsayed Lim Hong-Zhen Arbitre vidéo : Ayanna McClean |
| 26 mai 2023 14h30 | Rapport                        |         |             | Arbitrage : Ahmed Elsayed Lim Hong-Zhen Arbitre vidéo : Ayanna McClean | Arbitrage : Ahmed Elsayed Lim Hong-Zhen Arbitre vidéo : Ayanna McClean |

| Match 38          | Grande-Bretagne                                   | 4 - 2   | Inde                 | Lee Valley Hockey & Tennis Centre, Londres                            |                                                                       |
| 27 mai 2023 12h30 | Nurse 7e · Sorsby 32e · Morton 34e · Bandurak 54e | (1 - 1) | 14e, 43e Harmanpreet | Arbitrage : Sean Rapaport Ayanna McClean Arbitre vidéo : Wanri Venter | Arbitrage : Sean Rapaport Ayanna McClean Arbitre vidéo : Wanri Venter |
| 27 mai 2023 12h30 | Rapport                                           |         |                      | Arbitrage : Sean Rapaport Ayanna McClean Arbitre vidéo : Wanri Venter | Arbitrage : Sean Rapaport Ayanna McClean Arbitre vidéo : Wanri Venter |

| Match 39          | Grande-Bretagne                          | 3 - 1   | Belgique   | Lee Valley Hockey & Tennis Centre, Londres                             |                                                                        |
| 28 mai 2023 12h30 | Rushmere 13e · Waller 14e · Bandurak 28e | (3 - 0) | 33e Cosyns | Arbitrage : Sean Rapaport Lim Hong-Zhen Arbitre vidéo : Ayanna McClean | Arbitrage : Sean Rapaport Lim Hong-Zhen Arbitre vidéo : Ayanna McClean |
| 28 mai 2023 12h30 | Rapport                                  |         |            | Arbitrage : Sean Rapaport Lim Hong-Zhen Arbitre vidéo : Ayanna McClean | Arbitrage : Sean Rapaport Lim Hong-Zhen Arbitre vidéo : Ayanna McClean |

| Match 40          | Belgique     | 1 - 5   | Inde                                                      | Lee Valley Hockey & Tennis Centre, Londres                           |                                                                      |
| 2 juin 2023 14h30 | Ghislain 46e | (0 - 4) | 2e Vivek · 21e, 30e Harmanpreet · 29e Amit · 60e Dilpreet | Arbitrage : Sean Rapaport Wanri Venter Arbitre vidéo : Lim Hong-Zhen | Arbitrage : Sean Rapaport Wanri Venter Arbitre vidéo : Lim Hong-Zhen |
| 2 juin 2023 14h30 | Rapport      |         |                                                           | Arbitrage : Sean Rapaport Wanri Venter Arbitre vidéo : Lim Hong-Zhen | Arbitrage : Sean Rapaport Wanri Venter Arbitre vidéo : Lim Hong-Zhen |

| Match 41          | Grande-Bretagne                       | 4 - 4             | Inde                                                       | Lee Valley Hockey & Tennis Centre, Londres                           |                                                                      |
| 3 juin 2023 12h30 | Ward 8e, 40e, 47e, 53e                | (1 - 3)           | 7e Harmanpreet · 19e Mandeep · 28e Sukhjeet · 50e Abhishek | Arbitrage : Ahmed Elsayed Lim Hong-Zhen Arbitre vidéo : Wanri Venter | Arbitrage : Ahmed Elsayed Lim Hong-Zhen Arbitre vidéo : Wanri Venter |
| 3 juin 2023 12h30 | Rapport                               |                   |                                                            | Arbitrage : Ahmed Elsayed Lim Hong-Zhen Arbitre vidéo : Wanri Venter | Arbitrage : Ahmed Elsayed Lim Hong-Zhen Arbitre vidéo : Wanri Venter |
| 3 juin 2023 12h30 | Calnan · Wallace · Shipperley · Roper | Tirs au but 2 - 4 | Manpreet · Harmanpreet · Lalit · Abhishek                  | Arbitrage : Ahmed Elsayed Lim Hong-Zhen Arbitre vidéo : Wanri Venter | Arbitrage : Ahmed Elsayed Lim Hong-Zhen Arbitre vidéo : Wanri Venter |

| Match 42          | Grande-Bretagne         | 2 - 3   | Belgique                                     | Lee Valley Hockey & Tennis Centre, Londres                             |                                                                        |
| 4 juin 2023 12h30 | Bandurak 8e · Nurse 47e | (1 - 1) | 29e Cosyns · 37e T. Stockbroekx · 47e Dohmen | Arbitrage : Sean Rapaport Lim Hong-Zhen Arbitre vidéo : Ayanna McClean | Arbitrage : Sean Rapaport Lim Hong-Zhen Arbitre vidéo : Ayanna McClean |
| 4 juin 2023 12h30 | Rapport                 |         |                                              | Arbitrage : Sean Rapaport Lim Hong-Zhen Arbitre vidéo : Ayanna McClean | Arbitrage : Sean Rapaport Lim Hong-Zhen Arbitre vidéo : Ayanna McClean |

| Match 43          | Pays-Bas                                             | 4 - 1   | Inde            | HC Oranje-Rood, Eindhoven                                                     |                                                                               |
| 7 juin 2023 19h30 | P. Reyenga 17e · Burkhardt 40e · Telgenkamp 41e, 58e | (1 - 1) | 11e Harmanpreet | Arbitrage : Céline Martin-Schmets Ben Göntgen Arbitre vidéo : Hannah Harrison | Arbitrage : Céline Martin-Schmets Ben Göntgen Arbitre vidéo : Hannah Harrison |
| 7 juin 2023 19h30 | Rapport                                              |         |                 | Arbitrage : Céline Martin-Schmets Ben Göntgen Arbitre vidéo : Hannah Harrison | Arbitrage : Céline Martin-Schmets Ben Göntgen Arbitre vidéo : Hannah Harrison |

| Match 44          | Inde                                      | 3 - 0   | Argentine | HC Oranje-Rood, Eindhoven                                                     |                                                                               |
| 8 juin 2023 17h00 | Harmanpreet 33e · Amit 39e · Abhishek 60e | (0 - 0) |           | Arbitrage : Ben Göntgen Hannah Harrison Arbitre vidéo : Céline Martin-Schmets | Arbitrage : Ben Göntgen Hannah Harrison Arbitre vidéo : Céline Martin-Schmets |
| 8 juin 2023 17h00 | Rapport                                   |         |           | Arbitrage : Ben Göntgen Hannah Harrison Arbitre vidéo : Céline Martin-Schmets | Arbitrage : Ben Göntgen Hannah Harrison Arbitre vidéo : Céline Martin-Schmets |

| Match 45          | Pays-Bas         | 2 - 7   | Australie                                                                 | HC Oranje-Rood, Eindhoven                                                 |                                                                           |
| 9 juin 2023 19h30 | Bukkens 29e, 53e | (1 - 5) | 12e, 17e Craig · 15e Sharp · 16e, 49e Ephraums · 23e Hayward · 35e Govers | Arbitrage : Laurine Delforge Sarah Wilson Arbitre vidéo : Hannah Harrison | Arbitrage : Laurine Delforge Sarah Wilson Arbitre vidéo : Hannah Harrison |
| 9 juin 2023 19h30 | Rapport          |         |                                                                           | Arbitrage : Laurine Delforge Sarah Wilson Arbitre vidéo : Hannah Harrison | Arbitrage : Laurine Delforge Sarah Wilson Arbitre vidéo : Hannah Harrison |

| Match 46           | Pays-Bas                                        | 3 - 2   | Inde                     | HC Oranje-Rood, Eindhoven                                                |                                                                          |
| 10 juin 2023 17h30 | Telgenkamp 7e · Burkhardt 41e · Hoedemakers 43e | (1 - 1) | 18e Sanjay · 46e Gurjant | Arbitrage : Ben Göntgen Hannah Harrison Arbitre vidéo : Laurine Delforge | Arbitrage : Ben Göntgen Hannah Harrison Arbitre vidéo : Laurine Delforge |
| 10 juin 2023 17h30 | Rapport                                         |         |                          | Arbitrage : Ben Göntgen Hannah Harrison Arbitre vidéo : Laurine Delforge | Arbitrage : Ben Göntgen Hannah Harrison Arbitre vidéo : Laurine Delforge |

| Match 47           | Inde                        | 2 - 1   | Argentine   | HC Oranje-Rood, Eindhoven                                             |                                                                       |
| 11 juin 2023 17h30 | Akashdeep 2e · Sukhjeet 14e | (2 - 0) | 58e Toscani | Arbitrage : Laurine Delforge Sarah Wilson Arbitre vidéo : Ben Göntgen | Arbitrage : Laurine Delforge Sarah Wilson Arbitre vidéo : Ben Göntgen |
| 11 juin 2023 17h30 | Rapport                     |         |             | Arbitrage : Laurine Delforge Sarah Wilson Arbitre vidéo : Ben Göntgen | Arbitrage : Laurine Delforge Sarah Wilson Arbitre vidéo : Ben Göntgen |

| Match 48           | Pays-Bas                                              | 5 - 2   | Australie                  | HC Oranje-Rood, Eindhoven                                             |                                                                       |
| 12 juin 2023 19h30 | Boers 7e, 52e · Hoedemakers 12e · Telgenkamp 14e, 36e | (3 - 2) | 10e Ephraums · 26e Hayward | Arbitrage : Laurine Delforge Ben Göntgen Arbitre vidéo : Sarah Wilson | Arbitrage : Laurine Delforge Ben Göntgen Arbitre vidéo : Sarah Wilson |
| 12 juin 2023 19h30 | Rapport                                               |         |                            | Arbitrage : Laurine Delforge Ben Göntgen Arbitre vidéo : Sarah Wilson | Arbitrage : Laurine Delforge Ben Göntgen Arbitre vidéo : Sarah Wilson |

| Match 49           | Pays-Bas                            | 3 - 2   | Espagne                    | Lee Valley Hockey & Tennis Centre, Londres                                         |                                                                                    |
| 16 juin 2023 15h00 | Van Heijningen 33e · Bijen 45e, 52e | (0 - 1) | 12e Gispert · 60e Iglesias | Arbitrage : Germán Montes de Oca Tyler Klenk Arbitre vidéo : Céline Martin-Schmets | Arbitrage : Germán Montes de Oca Tyler Klenk Arbitre vidéo : Céline Martin-Schmets |
| 16 juin 2023 15h00 | Rapport                             |         |                            | Arbitrage : Germán Montes de Oca Tyler Klenk Arbitre vidéo : Céline Martin-Schmets | Arbitrage : Germán Montes de Oca Tyler Klenk Arbitre vidéo : Céline Martin-Schmets |

| Match 50           | Argentine                                             | 6 - 1   | Nouvelle-Zélande | Wilrijkse Plein, Anvers                                                   |                                                                           |
| 16 juin 2023 18h00 | Domene 6e, 15e, 36e, 49e · Martínez 52e · Bugallo 56e | (2 - 1) | 2e Russell       | Arbitrage : Coen van Bunge Martin Madden Arbitre vidéo : Michelle Meister | Arbitrage : Coen van Bunge Martin Madden Arbitre vidéo : Michelle Meister |
| 16 juin 2023 18h00 | Rapport                                               |         |                  | Arbitrage : Coen van Bunge Martin Madden Arbitre vidéo : Michelle Meister | Arbitrage : Coen van Bunge Martin Madden Arbitre vidéo : Michelle Meister |

| Match 51           | Grande-Bretagne                        | 3 - 0   | Allemagne | Lee Valley Hockey & Tennis Centre, Londres                                |                                                                           |
| 17 juin 2023 15h00 | Bandurak 2e · Goodfield 52e · Ward 58e | (1 - 0) |           | Arbitrage : Germán Montes de Oca Alison Keogh Arbitre vidéo : Tyler Klenk | Arbitrage : Germán Montes de Oca Alison Keogh Arbitre vidéo : Tyler Klenk |
| 17 juin 2023 15h00 | Rapport                                |         |           | Arbitrage : Germán Montes de Oca Alison Keogh Arbitre vidéo : Tyler Klenk | Arbitrage : Germán Montes de Oca Alison Keogh Arbitre vidéo : Tyler Klenk |

| Match 52           | Belgique                                                                       | 5 - 4   | Australie                                          | Wilrijkse Plein, Anvers                                                   |                                                                           |
| 17 juin 2023 16h30 | Onana 6e · T. Stockbroekx 17e · De Sloover 47e · Van Dessel 55e · Luypaert 59e | (2 - 1) | 13e Beale · 40e Whetton · 44e Willott · 57e Govers | Arbitrage : Coen van Bunge Martin Madden Arbitre vidéo : Annelize Rostron | Arbitrage : Coen van Bunge Martin Madden Arbitre vidéo : Annelize Rostron |
| 17 juin 2023 16h30 | Rapport                                                                        |         |                                                    | Arbitrage : Coen van Bunge Martin Madden Arbitre vidéo : Annelize Rostron | Arbitrage : Coen van Bunge Martin Madden Arbitre vidéo : Annelize Rostron |

| Match 53           | Grande-Bretagne                | 3 - 0   | Espagne | Lee Valley Hockey & Tennis Centre, Londres                                         |                                                                                    |
| 18 juin 2023 15h00 | Bandurak 34e, 58e · Morton 60e | (0 - 0) |         | Arbitrage : Céline Martin-Schmets Tyler Klenk Arbitre vidéo : Germán Montes de Oca | Arbitrage : Céline Martin-Schmets Tyler Klenk Arbitre vidéo : Germán Montes de Oca |
| 18 juin 2023 15h00 | Rapport                        |         |         | Arbitrage : Céline Martin-Schmets Tyler Klenk Arbitre vidéo : Germán Montes de Oca | Arbitrage : Céline Martin-Schmets Tyler Klenk Arbitre vidéo : Germán Montes de Oca |

| Match 54           | Belgique                                | 3 - 1   | Nouvelle-Zélande | Wilrijkse Plein, Anvers                                                 |                                                                         |
| 18 juin 2023 16h30 | Cosyns 22e · Luypaert 34e · Dockier 48e | (1 - 0) | 42e Russell      | Arbitrage : Michelle Meister Martin Madden Arbitre vidéo : Liu Xiaoying | Arbitrage : Michelle Meister Martin Madden Arbitre vidéo : Liu Xiaoying |
| 18 juin 2023 16h30 | Rapport                                 |         |                  | Arbitrage : Michelle Meister Martin Madden Arbitre vidéo : Liu Xiaoying | Arbitrage : Michelle Meister Martin Madden Arbitre vidéo : Liu Xiaoying |

| Match 55           | Pays-Bas                        | 2 - 2             | Espagne                                  | Lee Valley Hockey & Tennis Centre, Londres                                 |                                                                            |
| 19 juin 2023 17h30 | T. Brinkman 28e, 34e            | (1 - 1)           | 18e Clapés · 47e Miralles                | Arbitrage : Tyler Klenk Alison Keogh Arbitre vidéo : Céline Martin-Schmets | Arbitrage : Tyler Klenk Alison Keogh Arbitre vidéo : Céline Martin-Schmets |
| 19 juin 2023 17h30 | Rapport                         |                   |                                          | Arbitrage : Tyler Klenk Alison Keogh Arbitre vidéo : Céline Martin-Schmets | Arbitrage : Tyler Klenk Alison Keogh Arbitre vidéo : Céline Martin-Schmets |
| 19 juin 2023 17h30 | T. Brinkman · Van Dam · De Geus | Tirs au but 3 - 1 | Iglasias · Miralles · Bonastre · Gispert | Arbitrage : Tyler Klenk Alison Keogh Arbitre vidéo : Céline Martin-Schmets | Arbitrage : Tyler Klenk Alison Keogh Arbitre vidéo : Céline Martin-Schmets |

| Match 56           | Argentine                                      | 2 - 2             | Nouvelle-Zélande              | Wilrijkse Plein, Anvers                                               |                                                                       |
| 19 juin 2023 18h00 | Domene 25e · Della Torre 35e                   | (1 - 2)           | 21e Russell · 30e Phillips    | Arbitrage : Coen van Bunge Liu Xiaoying Arbitre vidéo : Martin Madden | Arbitrage : Coen van Bunge Liu Xiaoying Arbitre vidéo : Martin Madden |
| 19 juin 2023 18h00 | Rapport                                        |                   |                               | Arbitrage : Coen van Bunge Liu Xiaoying Arbitre vidéo : Martin Madden | Arbitrage : Coen van Bunge Liu Xiaoying Arbitre vidéo : Martin Madden |
| 19 juin 2023 18h00 | Keenan · Domene · Toscani · Casella · Ferreiro | Tirs au but 4 - 2 | Woods · Lane · Boyde · Thomas | Arbitrage : Coen van Bunge Liu Xiaoying Arbitre vidéo : Martin Madden | Arbitrage : Coen van Bunge Liu Xiaoying Arbitre vidéo : Martin Madden |

| Match 57           | Grande-Bretagne        | 2 - 3   | Allemagne                               | Lee Valley Hockey & Tennis Centre, Londres                                         |                                                                                    |
| 20 juin 2023 12h00 | Ward 9e · Bandurak 40e | (1 - 2) | 2e Hartkopf · 19e Mazkour · 60e Peillat | Arbitrage : Germán Montes de Oca Tyler Klenk Arbitre vidéo : Céline Martin-Schmets | Arbitrage : Germán Montes de Oca Tyler Klenk Arbitre vidéo : Céline Martin-Schmets |
| 20 juin 2023 12h00 | Rapport                |         |                                         | Arbitrage : Germán Montes de Oca Tyler Klenk Arbitre vidéo : Céline Martin-Schmets | Arbitrage : Germán Montes de Oca Tyler Klenk Arbitre vidéo : Céline Martin-Schmets |

| Match 58           | Belgique                          | 3 - 1   | Australie  | Wilrijkse Plein, Anvers                                                   |                                                                           |
| 20 juin 2023 20h30 | Luypaert 12e, 41e · De Kerpel 56e | (1 - 0) | 52e Govers | Arbitrage : Coen van Bunge Martin Madden Arbitre vidéo : Michelle Meister | Arbitrage : Coen van Bunge Martin Madden Arbitre vidéo : Michelle Meister |
| 20 juin 2023 20h30 | Rapport                           |         |            | Arbitrage : Coen van Bunge Martin Madden Arbitre vidéo : Michelle Meister | Arbitrage : Coen van Bunge Martin Madden Arbitre vidéo : Michelle Meister |

| Match 59           | Grande-Bretagne          | 2 - 3   | Espagne                               | Lee Valley Hockey & Tennis Centre, Londres                                |                                                                           |
| 21 juin 2023 17h30 | Bandurak 23e · Roper 30e | (2 - 1) | 9e Reyné · 33e Lacalle · 42e Iglasias | Arbitrage : Germán Montes de Oca Alison Keogh Arbitre vidéo : Tyler Klenk | Arbitrage : Germán Montes de Oca Alison Keogh Arbitre vidéo : Tyler Klenk |
| 21 juin 2023 17h30 | Rapport                  |         |                                       | Arbitrage : Germán Montes de Oca Alison Keogh Arbitre vidéo : Tyler Klenk | Arbitrage : Germán Montes de Oca Alison Keogh Arbitre vidéo : Tyler Klenk |

| Match 60           | Belgique   | 1 - 0   | Nouvelle-Zélande | Wilrijkse Plein, Anvers                                                   |                                                                           |
| 21 juin 2023 20h30 | Cosyns 11e | (1 - 0) |                  | Arbitrage : Annelize Rostron Martin Madden Arbitre vidéo : Coen van Bunge | Arbitrage : Annelize Rostron Martin Madden Arbitre vidéo : Coen van Bunge |
| 21 juin 2023 20h30 | Rapport    |         |                  | Arbitrage : Annelize Rostron Martin Madden Arbitre vidéo : Coen van Bunge | Arbitrage : Annelize Rostron Martin Madden Arbitre vidéo : Coen van Bunge |

| Match 61           | Allemagne                                    | 4 - 3   | Nouvelle-Zélande           | Wagener Stadium, Amsterdam                                                    |                                                                               |
| 23 juin 2023 17h00 | Weigand 10e, 44e · Miltkau 39e · Peillat 60e | (1 - 3) | 7e, 25e Lane · 19e Tarrant | Arbitrage : Jonas van 't Hek Irene Presenqui Arbitre vidéo : Annelize Rostron | Arbitrage : Jonas van 't Hek Irene Presenqui Arbitre vidéo : Annelize Rostron |
| 23 juin 2023 17h00 | Rapport                                      |         |                            | Arbitrage : Jonas van 't Hek Irene Presenqui Arbitre vidéo : Annelize Rostron | Arbitrage : Jonas van 't Hek Irene Presenqui Arbitre vidéo : Annelize Rostron |

| Match 62           | Pays-Bas                        | 1 - 1             | Allemagne                          | Wagener Stadium, Amsterdam                                                   |                                                                              |
| 24 juin 2023 17h30 | Van Dam 15e                     | (1 - 0)           | 33e Peillat                        | Arbitrage : Jonas van 't Hek Gabriel Labate Arbitre vidéo : Annelize Rostron | Arbitrage : Jonas van 't Hek Gabriel Labate Arbitre vidéo : Annelize Rostron |
| 24 juin 2023 17h30 | Rapport                         |                   |                                    | Arbitrage : Jonas van 't Hek Gabriel Labate Arbitre vidéo : Annelize Rostron | Arbitrage : Jonas van 't Hek Gabriel Labate Arbitre vidéo : Annelize Rostron |
| 24 juin 2023 17h30 | T. Brinkman · De Geus · Van Dam | Tirs au but 1 - 4 | Wellen · H. Müller · Prinz · Große | Arbitrage : Jonas van 't Hek Gabriel Labate Arbitre vidéo : Annelize Rostron | Arbitrage : Jonas van 't Hek Gabriel Labate Arbitre vidéo : Annelize Rostron |

| Match 63           | Pays-Bas                        | 3 - 2   | Nouvelle-Zélande | Wagener Stadium, Amsterdam                                                 |                                                                            |
| 25 juin 2023 15h00 | Blok 33e, 60e · J. Brinkman 58e | (0 - 2) | 16e, 19e Russell | Arbitrage : Jonas van 't Hek Liu Xiaoying Arbitre vidéo : Annelize Rostron | Arbitrage : Jonas van 't Hek Liu Xiaoying Arbitre vidéo : Annelize Rostron |
| 25 juin 2023 15h00 | Rapport                         |         |                  | Arbitrage : Jonas van 't Hek Liu Xiaoying Arbitre vidéo : Annelize Rostron | Arbitrage : Jonas van 't Hek Liu Xiaoying Arbitre vidéo : Annelize Rostron |

| Match 64           | Allemagne                            | 4 - 1   | Nouvelle-Zélande | Wagener Stadium, Amsterdam                                               |                                                                          |
| 26 juin 2023 17h00 | Herzbruch 3e, 57e · Peillat 33e, 60e | (1 - 0) | 38e Hiha         | Arbitrage : Jonas van 't Hek Gabriel Labate Arbitre vidéo : Liu Xiaoying | Arbitrage : Jonas van 't Hek Gabriel Labate Arbitre vidéo : Liu Xiaoying |
| 26 juin 2023 17h00 | Rapport                              |         |                  | Arbitrage : Jonas van 't Hek Gabriel Labate Arbitre vidéo : Liu Xiaoying | Arbitrage : Jonas van 't Hek Gabriel Labate Arbitre vidéo : Liu Xiaoying |

| Match 65           | Pays-Bas                      | 2 - 0   | Allemagne | Wagener Stadium, Amsterdam                                              |                                                                         |
| 27 juin 2023 19h30 | T. Brinkman 23e · Janssen 35e | (1 - 0) |           | Arbitrage : Gabriel Labate Irene Presenqui Arbitre vidéo : Liu Xiaoying | Arbitrage : Gabriel Labate Irene Presenqui Arbitre vidéo : Liu Xiaoying |
| 27 juin 2023 19h30 | Rapport                       |         |           | Arbitrage : Gabriel Labate Irene Presenqui Arbitre vidéo : Liu Xiaoying | Arbitrage : Gabriel Labate Irene Presenqui Arbitre vidéo : Liu Xiaoying |

| Match 66           | Pays-Bas                                                      | 4 - 1   | Nouvelle-Zélande | Wagener Stadium, Amsterdam                                               |                                                                          |
| 28 juin 2023 19h30 | Bijen 12e · Van der Horst 15e · Janssen 54e · J. Brinkman 56e | (2 - 0) | 41e Thomas       | Arbitrage : Gabriel Labate Annelize Rostron Arbitre vidéo : Liu Xiaoying | Arbitrage : Gabriel Labate Annelize Rostron Arbitre vidéo : Liu Xiaoying |
| 28 juin 2023 19h30 | Rapport                                                       |         |                  | Arbitrage : Gabriel Labate Annelize Rostron Arbitre vidéo : Liu Xiaoying | Arbitrage : Gabriel Labate Annelize Rostron Arbitre vidéo : Liu Xiaoying |

| Match 67           | Belgique                                                                        | 7 - 2   | Espagne                  | Wilrijkse Plein, Anvers                                                 |                                                                         |
| 30 juin 2023 20h30 | Wegnez 5e, 49e · Van Aubel 12e · Hendrickx 20e, 30e · Luypaert 25e · Dohmen 55e | (5 - 1) | 3e Iglesias · 58e Menini | Arbitrage : Michiel Otten Martin Madden Arbitre vidéo : Irene Presenqui | Arbitrage : Michiel Otten Martin Madden Arbitre vidéo : Irene Presenqui |
| 30 juin 2023 20h30 | Rapport                                                                         |         |                          | Arbitrage : Michiel Otten Martin Madden Arbitre vidéo : Irene Presenqui | Arbitrage : Michiel Otten Martin Madden Arbitre vidéo : Irene Presenqui |

| Match 68               | Belgique      | 1 - 6   | Pays-Bas                                                                                    | Wilrijkse Plein, Anvers                                             |                                                                     |
| 1er juillet 2023 16h30 | Hendrickx 50e | (0 - 3) | 2e Bijen · 12e Hoedemakers · 23e De Vilder · 32e Janssen · 49e Wortelboer · 60e T. Brinkman | Arbitrage : Martin Madden Sarah Wilson Arbitre vidéo : Alison Keogh | Arbitrage : Martin Madden Sarah Wilson Arbitre vidéo : Alison Keogh |
| 1er juillet 2023 16h30 | Rapport       |         |                                                                                             | Arbitrage : Martin Madden Sarah Wilson Arbitre vidéo : Alison Keogh | Arbitrage : Martin Madden Sarah Wilson Arbitre vidéo : Alison Keogh |

| Match 69             | Allemagne    | 1 - 3   | Espagne                                      | Wilrijkse Plein, Anvers                                                |                                                                        |
| 2 juillet 2023 14h00 | Sperling 53e | (0 - 0) | 52e Iglesias · 58e Vilallonga · 60e González | Arbitrage : Michiel Otten Irene Presenqui Arbitre vidéo : Alison Keogh | Arbitrage : Michiel Otten Irene Presenqui Arbitre vidéo : Alison Keogh |
| 2 juillet 2023 14h00 | Rapport      |         |                                              | Arbitrage : Michiel Otten Irene Presenqui Arbitre vidéo : Alison Keogh | Arbitrage : Michiel Otten Irene Presenqui Arbitre vidéo : Alison Keogh |

| Match 70             | Belgique                                                      | 5 - 1   | Espagne    | Wilrijkse Plein, Anvers                                              |                                                                      |
| 3 juillet 2023 20h30 | Dockier 32e · De Kerpel 37e · Hendrickx 41e, 49e · Wegnez 42e | (0 - 0) | 56e Clapés | Arbitrage : Alison Keogh Martin Madden Arbitre vidéo : Michiel Otten | Arbitrage : Alison Keogh Martin Madden Arbitre vidéo : Michiel Otten |
| 3 juillet 2023 20h30 | Rapport                                                       |         |            | Arbitrage : Alison Keogh Martin Madden Arbitre vidéo : Michiel Otten | Arbitrage : Alison Keogh Martin Madden Arbitre vidéo : Michiel Otten |

| Match 71             | Belgique           | 2 - 4   | Pays-Bas                                                   | Wilrijkse Plein, Anvers                                             |                                                                     |
| 4 juillet 2023 20h30 | Hendrickx 19e, 32e | (1 - 3) | 6e Van Dam · 21e Janssen · 26e T. Brinkman · 47e Burkhardt | Arbitrage : Martin Madden Sarah Wilson Arbitre vidéo : Alison Keogh | Arbitrage : Martin Madden Sarah Wilson Arbitre vidéo : Alison Keogh |
| 4 juillet 2023 20h30 | Rapport            |         |                                                            | Arbitrage : Martin Madden Sarah Wilson Arbitre vidéo : Alison Keogh | Arbitrage : Martin Madden Sarah Wilson Arbitre vidéo : Alison Keogh |

| Match 72             | Allemagne                              | 3 - 4   | Espagne                                                    | Wilrijkse Plein, Anvers                                                 |                                                                         |
| 5 juillet 2023 18h00 | Glander 1e · Sperling 30e · Brilla 45e | (2 - 1) | 23e Pa. Cunill · 42e Basterra · 51e Lacalle · 57e González | Arbitrage : Michiel Otten Martin Madden Arbitre vidéo : Irene Presenqui | Arbitrage : Michiel Otten Martin Madden Arbitre vidéo : Irene Presenqui |
| 5 juillet 2023 18h00 | Rapport                                |         |                                                            | Arbitrage : Michiel Otten Martin Madden Arbitre vidéo : Irene Presenqui | Arbitrage : Michiel Otten Martin Madden Arbitre vidéo : Irene Presenqui |